# 五ヶ瀬ハイランドスキー場
五ヶ瀬ハイランドスキー場（ごかせハイランドスキーじょう）は、宮崎県五ヶ瀬町にあるスキー場。株式会社五ヶ瀬ハイランドが運営する。日本最南端のスキー場である。

## 概要
九州山地の山塊の一つである「向坂山」など、九州有数の高山地帯にある。熊本県と県境で接しており、スキー場をはさんだ反対側（北西・原生林側）は同県の山都町緑川になる。広葉樹林の美しい樹氷が見られる隠れた名所とされる。
南国宮崎といえども、向坂山の標高1,600mを超える北斜面に位置するため、毎年12月上旬には滑走が可能となる。九州という土地柄、昔ながらのコアなスキーヤーが存在しないこともあり、来場客のほとんどが若いスノーボーダーである。
ゲレンデはリフトを使えば、軽装でも標高1500m近くまで容易にアクセス可能である。一方、登山道も整備されているが冬場の降雪が1m近くになることからスノーシューと呼ばれるカンジキにより登山道を歩くことになる。

### 要目
- コース2本（ダイナミックコース、チャレンジコース）
- リフト3基

## 歴史
当初は「九州に天然雪のスキー場はできない」といわれたが、バブル景気の後押しもあり、過疎に悩む五ヶ瀬町が1990年に開場させた。
しかしバブル崩壊、不便な交通事情というハンディは大きく赤字が増加したことから1998年、町による直営を断念し、地元企業の雲海酒造が50%出資した第三セクター「株式会社五ヶ瀬ハイランド」を設立。その後は経営が好転し2004年には累積赤字を一掃させることに成功した。
2004年台風16号による土砂災害により交通網が寸断したことから同年冬のシーズンは営業を断念したが、道路の仮復旧に伴い翌シーズンには営業を再開している。
2002年、スノーボードの滑走を全面解禁している。
2013年シーズンに放映したTVCMは映像表現の「過激」さもあって話題になったが、一部の放送局では放送時間帯を制限するなどの措置も執られた。2014年シーズンは昨シーズンの「反省」という自虐的なギャグも盛り込みつつドラマ仕立ての内容となり、藤田可菜が出演するCMを翌年以降も継続的に制作している。
2022年の台風14号により、国道265号と同スキー場を結ぶ約8キロの町道の複数箇所で土砂崩れや陥没が生じ、復旧の見通しが立たないため、12月16日～2023年3月5日に予定していた営業を取りやめることを、9月27日に発表した。
2023年シーズンも営業休止となったが、2024年シーズンに3年ぶりに営業を再開した。

## 主な施設・サービス
- ショップ
- スキースクール
- レンタルスキー
- レストラン

## 交通
熊本県山都町馬見原（まみはら）から、五ヶ瀬町鞍岡を通る国道265号が主要道路である。スキー場の近くまで町道が整備されている（一部は未舗装）。
- 国道265号